# Andrena amamiensis
Andrena amamiensis är en biart som beskrevs av Hirashima 1960. Andrena amamiensis ingår i släktet sandbin, och familjen grävbin. Inga underarter finns listade i Catalogue of Life.